# Nehuén Melita
Nehuén Melita (ur. 7 października 1993) – argentyński zapaśnik walczący w stylu klasycznym i judoka. Brązowy medalista mistrzostw Ameryki Południowej w 2011. Wicemistrz panamerykański juniorów w 2011 roku.
Wicemistrz panamerykański w judo w 2017, a także mistrzostw Ameryki Południowej w 2013 roku.